# Изповед (филм)
Изповед е българска телевизионна новела по Елин Пелин от 1970 година. Режисьор е Стефан И. Димитров, а оператор Христо Тотев. Музика Петър Ступел .
Част от телевизионния филм: „Весела антология“

## Актьорски състав
| В главните роли | Изпълнител    |
| --------------- | ------------- |
| пастирът        | Коста Цонев   |
|                 | Грозьо Грозев |